# فیلیپ گیلبرت
فیلیپ گیلبرت (انگلیسی: Philippe Gilbert؛ زادهٔ ۵ ژوئیهٔ ۱۹۸۲) یک دوچرخه‌سوار اهل بلژیک است.
از افتخارات وی میتوان به کسب مدال طلا مسابقات قهرمانی دوچرخه‌سواری جاده جهان در سال ۲۰۱۲ اشاره کرد.

## نگارخانه

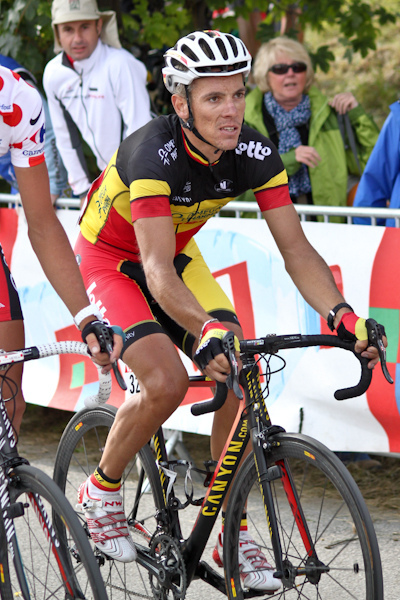
۲۰۱۱
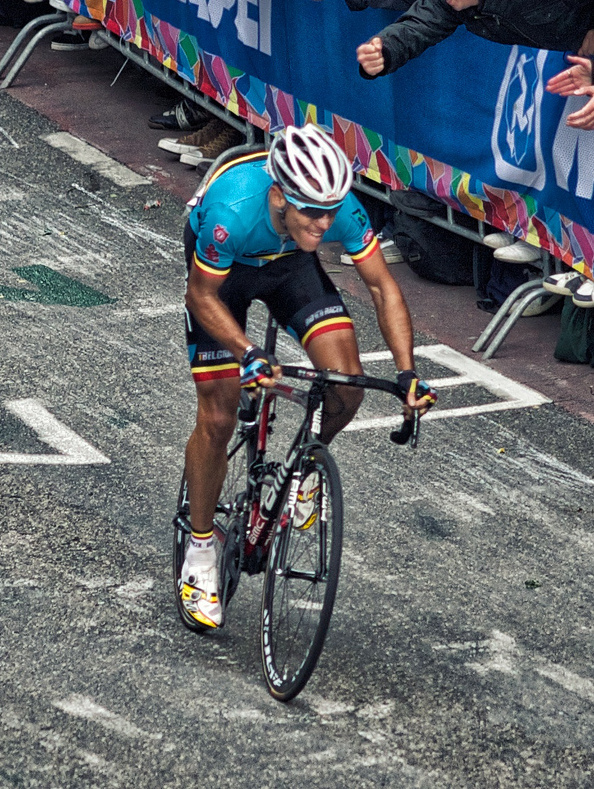
۲۰۱۲
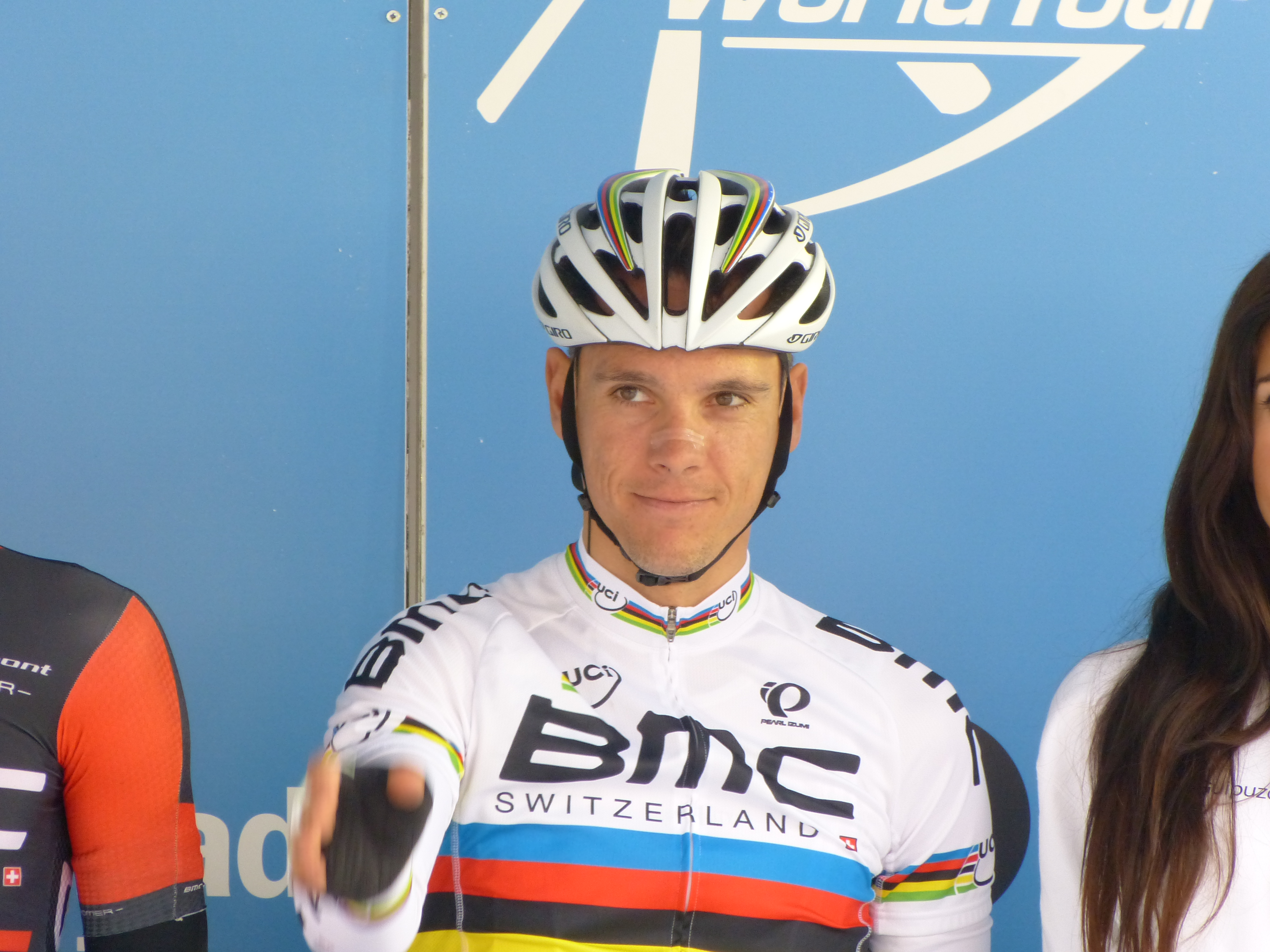
۲۰۱۳